# Биенале
Биенале (произнася се [bi.enˈnaːle] от италиански: Biennale; на английски: Biennial, в превод: „през година“ или „всяка втора година“) е събитие, което се провежда през година или на всеки две години. Терминът най-често се използва в света на изкуствата, за да обозначи мащабни международни изложби на съвременно изкуство.
Като такъв терминът е популяризиран от Венецианското биенале (Biennale di Venezia, проведено за първи път през 1895 година и провеждано почти без прекъсвания до днес, в 58 издания (не са проведени 4 издания, поради Първата и Втората световна война). Оттогава фразата е използвана за обозначаването и на други арт събития, като „Парижкото Биенале“. Пренесена е и в комбинираното име (словосливането) Viennale – филмовият фестивал на Виена (от 1978 г. до днес). Берлински международен кинофестивал (от 1951 г. до днес) се нарича неофициално Berlinale. 
През 1851 г., 44 години преди първото издание на Биенале на Венеция, се провежда Голямото изложение, наричано още Велико изложение в Кристалния дворец, в Лондон. Това е първият опит да се обединят арт представители от целия свят в едно изложбено пространство и мероприятие.

## Характеристики
Авторът Федерика Мартини посочва следните характеристики на явлението биенале: „Това, което е заложено в съвременните биеналета е потенциалът за международни отношения (културна дипломация), както и плановете за градско обновление (възстановяване). Освен че се съсредоточават главно върху настоящето (тук и сега, където се провежда културното събитие и ефектът от зрелищността в ежедневието), поради спецификата на мястото, културните събития могат да създадат и оформят, както историята на мястото (града, квартала, сградата), където се провеждат, така и колективната памет на общността.“ Смисълът е двояк, тъй като „мероприятието може да „извика“ колективната памет на общността и посредством възстановяване на културните паметници–домакини, да вплете тяхното минало и значение в нашето настояще и бъдеще.“

### Венецианското биенале като архетип
Биеналето на Венеция – събитие, провеждащо се в обширен период от време (от 1895 г., насам), служи като архетип на всички следващи го биеналета по света. Наричат го прадядото или майката на съвременното биенале.
Създадено като Световен панаир на съвременното изкуство, Венецианското биенале първоначално служи като претекст за няколко дипломатически събития, в това число годишнина от сватбата на италианския крал и тържества по повод Обединение на Италия от 1861 г. Така след 1895 г., изданията на Венецианското биенале поставят редица практични и обществени въпроси, сред които теми са общинският маркетинг, културният туризъм и градското обновление. Всичко това е целяло да възроди и постави Венеция завинаги обратно на международната културна сцена, като се справи с последиците от загубата на своя суверенитет като република, вследствие войната с армиите на Наполеон от 1797 г.; отслабването на Венецианската школа и отшумяването на британската мода по модела „Гранд тур“ от XVIII – XIX в., за който Ню Йорк Таймс пише следното: „Преди триста години, заможни млади англичани започват продължителни пътешествия през Франция и Италия в търсене на предмети на изкуството и на културните корени на Западната цивилизация. С почти неограничени финанси, с връзки сред аристокрацията и месеци, дори години скитане, те поръчват и откупуват картини, подобряват езиковите си умения по френски, италиански и латински) и се смесват с висшата класа на Континента.“ Наемат и закупуват жилища, като харчат богатството си, а някои от тях, дори създават произведения на литературата и изкуството.
Нещо повече, Градините (Giardini Napoleonici), където се провежда Биеналето на Венеция, по това време (1895 г.) са били изоставена градска територия, която се нуждаела да бъде облагородена и функционална. На езика на изкуството, Биенале трябвало да бъде основата, върху която да се надстрои сцена за дискусии за съвременното тогава изкуство, което в онзи момент не било представено в музеите за изящно изкуство или по друг обществен начин.
Ранният модел на Биеналето на Венеция притежавал някои ключови елементи, които са заложени до голяма степен и в днешните международни арт изложения – те съдържат смесица от градски маркетинг; стимулиране на местната икономика; на международния обмен; качествено облагородяване на градската среда и визия; добавяне на стойност; задаване града, в който се провеждат, като постоянна културна дестинация и основание, присъстваща в световния културен календар и въобще поддържане на грандиозния мащаб на събитието.

### Биеналета след 1945, 1960, 1984 и 90-те години на 20 век
В съвременния контекст положението на биеналето е променено. Докато при неговото зараждане през 1895 г., е било уникално културно събитие, то от 90-те години на 20 век, до днес, са организирани десетки биеналета по целия свят. Предвид ефимерната и нерегулярна природа на някои от биеналетата, няма консенсус по въпроса за точния им брой.
Докато Венеция била единствен изложител, показващ съвременното изкуство, от 60-те години на 20 век, няколко световно значими музея са се посветили да експонират единствено съвременно изкуство, на съвременна сцена, чрез съвременни методи и средства.
Постколониализъмът след края на Втората световна война и дебатите, които той поражда в житейски аспект и несъмнено в областта на съвременното за този момент изкуство, както и проблемите свързани с етиката на маркетинга на това изкуство; загубите на изкуство, поради самата война; износът на експонати към безопасния „остров“ САЩ, били предизвикателство за венецианската система за показване на изкуство.
Всички тези международни социални сътресения и отношения повлияват върху евроцентричната за тогава тенденция и запазена марка, съвременното изкуство да се асоциира единствено с изложбените пространства, наречени Биенале на Венеция и Crystal Palace в Лондон, като разрушават този модел.
По този начин се разширява артистичната географска карта върху нови територии, които дотогава традиционно се считали за незначителни.
Зараждането на Биеналето на Хавана през 1984 г., се счита за важен контрапункт на венецианския модел за приоритизиране на артистите, работещи в Глобалния юг и на кураторското отхвърляне на модела на националния павилион (National pavilions model).
Биенале е културна организация с тежест на културна институция. Асоциира се с високо качество, висока организация и престиж.

## Организация на биенале
Прието е всяко издание на биенале да се задава и ръководи от куратор с доказало се име в света на изкуството.
Биенале се провежда по системата на национални павилиони (оригиналната система) или по смесен начин – в общи експозиционни площи или други обособени пространства.
Участващите автори в биенале са излъчени чрез национален подбор от участващите държави или по друг начин. Подборът се извършва от обществени институции, от неправителствени организации или на свободен принцип.
Времетраенето на експозицията обикновено е от 2 дни до половин година.
Биенале се организира за определен вид изкуство, например: изящни, визуални изкуства, танц, кино, театър и др.
Венецианското биенале е изключение, тъй като обхваща много видове изкуства, в продължение на около година, по график.

## България на Венецианското биенале
България е от малкото държави в Европа, които не разполагат със собствен павилион на Венецианското биенале. Страната няма и постоянно участие.
Тази тенденция е потвърдена и през 2017 г., на 57-ото издание на биеналето във Венеция.
През 2019 г. Република България е представена от Рада Букова и Лазар Лютаков с експозицията „Как живеем“, в Палацо Джустиниан Лолин.

## Международни биеналета по света
Терминът най-често се използва в контекста на големите периодични изложби.